# Alpena (Michigan)
Alpena ist eine Stadt im amerikanischen Bundesstaat Michigan. Die Stadt ist Verwaltungssitz des gleichnamigen Alpena County, und liegt an der Thunder Bay am Huronsee. Das U.S. Census Bureau hat bei der Volkszählung 2020 eine Einwohnerzahl von 10.197 ermittelt. Trotz seiner geringen Bevölkerungszahl ist Alpena bei weitem die größte Stadt im spärlich bevölkerten Nordosten Michigans und ist dessen Handels- und Kulturzentrum.

## Geschichte und Wirtschaft
Das heutige Gebiet Alpenas wurde 1819 zusammen mit großen Teilen Nordost-Michigans im Vertrag von Saginaw von den hier ansässigen Indianerstämmen abgetreten. Etwa 1835 ließ sich hier zeitweise der erste weiße Siedler nieder, ein Fischer namens W. F. Cullings.
Als 1839 das Gebiet von einem Vermessungstrupp vermessen wurde, bot man den Grundbesitz am gesamten heutigen Stadtgebiet anstelle des Arbeitslohns eines Truppmitglieds für einen Sommer an. Das Angebot nahm keiner an, das sumpfige und einsame Gebiet schien wenig attraktiv. 1854 ließ sich der erste dauerhafte Siedler nieder: Daniel Carter kam mit Frau und Tochter und baute eine Log Cabin.
1856 parzellierte an diesem Ort George N. Fletcher zusammen mit drei weiteren Männern aus Detroit ein Dorf, das sie nach dem republikanischen Präsidentschaftskandidaten John C. Frémont Fremont nannten. Da es in Michigan bereits ein weiteres Fremont gab, wurde der Ort 1857 nach dem Alpena County benannt. Das Wort Alpena soll phonetisch von einem indianischen Wort für Rebhuhn stammen. 1857 eröffnete Fletcher einen Laden und eine Herberge, 1859 wurde die erste Sägemühle errichtet, die mit Dampfkraft betrieben wurde.
1871 wurde Alpena zur City. Die Stadt nahm einen wirtschaftlichen Aufschwung, zwischenzeitlich existierten hier mehr als zwanzig Sägemühlen für Bauholz und Schindeln, eine Holzwolle-Fabrik, eine Getreidemühle und zwei Gerbereien. 1903 begann der Abbau von Kalkstein in Steinbrüchen.
1894 wurde die Detroit & Mackinac Railway gegründet, welche die Strecke von Bay City nach Alpena (vormals Bay City & Alpena Railway) aufnahm.
Viele der Industriebetriebe schlossen wieder, doch die Holz- und Zementindustrie existiert immer noch. Heute ist das Alpena Regional Medical Center der größte Arbeitgeber in der Stadt. Der Alpena County Regional Airport (IATA-Flughafencode KAPN) befindet sich westlich der Stadt.

## Persönlichkeiten
- Leon Czolgosz (1873–1901), verübte 1901 ein tödliches Attentat auf Präsident William McKinley, in Alpena geboren
- William Comstock (1877–1949), Politiker, 1933 bis 1935 Gouverneur von Michigan, in Alpena geboren
- Frank D. Scott (1878–1951), Politiker in der Republikanischen Partei, von 1915 bis 1927 Kongressmitglied im Repräsentantenhaus
- Ulysse Paquin (1885–1972), kanadischer Sänger
- Kenneth Joseph Povish (1924–2003), römisch-katholischer Geistlicher, Bischof von Crookston (1970–1975) und Lansing (1975–1995)
- Roland Gohlke (1929–2000), Chemiker, geboren in Alpena
- Stanley Grenz (1950–2005), Theologe und Ethiker in der baptistischen Tradition, geboren in Alpena

## Thunder Bay National Marine Sanctuary
In Alpena befindet sich der Verwaltungssitz und das Besucherzentrum des von der NOAA verwalteten Thunder Bay National Marine Sanctuary, das Great Lakes Maritime Heritage Zentrum. Mit seinen Ausstellungen bietet das Zentrum nicht nur umfangreiche Informationen zur maritimen Geschichte der Großen Seen an, sondern ist zugleich Ausgangspunkt für Besichtigungstouren zu den zahlreichen Wracks, die sich in der Regel in geringer Wassertiefe im Bereich Thunder Bay finden lassen und aufgrund der spezifischen lokalen Verhältnisse extrem gut erhalten sind und selbst von der Wasseroberfläche aus gesehen werden können. Es werden Rundfahrten mit Glasbodenbooten sowie ein Unterwasser-Lehrpfad für Taucher angeboten.
Das Thunder Bay National Marine Sanctuary ist der Ausgangspunkt für eine kleine sich entwickelnde Tourismusindustrie in Alpena.